# Lustrationsgesetz (Ukraine)

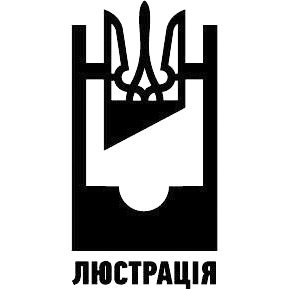
Logo des „Ukrainischen Lustrationskomitees“

Das Gesetz zur Reinigung der Kader (ukrainisch Про очищення влади), in deutschsprachigen Medien als Lustrationsgesetz bezeichnet, trat am 16. Oktober 2014 in Kraft. Mit dem Begriff Lustration (ukrainisch Люстрація) wird in diesem Zusammenhang die Entfernung von politisch belasteten Mitarbeitern aus dem Staatsdienst der Ukraine bezeichnet.

## Vorgeschichte
Nach dem Zerfall der Sowjetunion und der politischen Wende in Osteuropa wurden in den meisten Staaten des ehemaligen Ostblocks Lustrationsgesetze (so z. B. das Stasi-Unterlagen-Gesetz im wiedervereinigten Deutschland) verabschiedet, die zum Ziel hatten, die kommunistische Vergangenheit personell und inhaltlich aufzuarbeiten. Auch in der nun unabhängigen Ukraine wurde damals über eine Entfernung von Angehörigen des Geheimdienstes KGB bzw. von führenden Kadern der KPdSU oder des Komsomol aus dem Staatsdienst diskutiert. Hierzu kam es jedoch nicht, und große Teile der alten Nomenklatura bekleideten weiterhin wichtige Ämter in Exekutive und Judikative, wie auch in vielen wissenschaftlichen Einrichtungen.
Nach der Orangen Revolution und der Wahl von Wiktor Juschtschenko zum Präsidenten der Ukraine wurde im Februar 2005 erstmals ein Gesetzentwurf zur Lustration in das ukrainische Parlament eingebracht. Zu einer Verabschiedung kam es aber letztlich nicht. Einer der Gründe hierfür waren Befürchtungen, eine konsequente Lustration könne die innenpolitischen Spannungen, vor allem in der Ostukraine, verschärfen. Im Wahlkampf zur Parlamentswahl in der Ukraine 2012 wurde unter anderem von Vitali Klitschko, dem Vorsitzenden der Partei UDAR, erneut die Forderung nach einer umfassenden Lustration erhoben.

## Verabschiedung des Gesetzes nach dem Euromaidan
Nachdem eine Lustration auch eine der Hauptforderungen der Euromaidan-Proteste war, wurde bereits bei der Bildung der Übergangsregierung am 26. Februar 2014 ein Lustrationskomitee beim Ministerkabinett eingerichtet, Vorsitzender wurde Jehor Sobolew. Nachdem es zunächst zu keinen konkreten Maßnahmen gekommen war, gab es erneute Proteste sowie auch zum Teil gewalttätige Aktionen. Mehrfach wurden Staatsbedienstete und Abgeordnete der Partei der Regionen von Protestierern in Müllcontainer geworfen oder verprügelt. Borys Filatow, der Stellvertreter des Gouverneurs der Oblast Dnipropetrowsk, Ihor Kolomojskyj warnte vor anstehenden politischen Morden, sollte es zu keiner wirklichen Lustration kommen. Am 16. September verabschiedete das Parlament schließlich mit einer knappen Mehrheit ein entsprechendes Gesetz. Vor der Abstimmung hatte der Parlamentspräsident Oleksandr Turtschynow damit gedroht, die Abgeordneten öffentlichen anzuprangern, die diesem die Zustimmung verweigern sollten. Am 16. Oktober 2014 trat das Gesetz nach der Unterzeichnung durch den ukrainischen Präsidenten Petro Poroschenko in Kraft.

## Inhalt und Auswirkungen des Gesetzes
Nach dem Gesetz unterliegen insbesondere Staatsangestellte, die in der Amtszeit von Präsident Wiktor Janukowytsch (also von Januar 2010 bis Februar 2014) länger als ein Jahr in leitenden Positionen tätig waren und diese während der Zeit des Euromaidan, vom 21. November 2013 bis zum 22. Februar 2014, nicht gekündigt haben, der Lustration. Von dem Gesetz betroffen sind auch Beamte, die ihre Einkommensverhältnisse nicht klar dokumentieren können, sowie ehemalige Angehörige des KGB oder Funktionäre der Kommunistischen Partei der Sowjetunion. Schätzungen zufolge könnten bei einer vollständigen Umsetzung des Gesetzes bis zu eine Million Staatsangestellte ihre Arbeit verlieren und für einen Zeitraum von zehn Jahren einem Berufsverbot im Staatsdienst unterliegen. Ausgenommen von der Lustration sind alle Posten, die durch Wahl bestimmt wurden. Dies betrifft auch die Abgeordneten der Rada. Das Gesetz sieht vor, dass Staatsangestellte, die eine Beteiligung auf Regierungsseite an den Kampfhandlungen während der Krise in der Ukraine 2014 nachweisen können, vom Berufsverbot nicht betroffen sind. Der Prozess der Lustration soll im Dezember 2016 abgeschlossen sein. Unmittelbar nach Inkrafttreten des Lustrationsgesetzes wurden 39 Verwaltungsbeamte auf dessen Grundlage aus dem Staatsdienst entlassen. Nach Medienberichten waren im Dezember 2014 bereits etwa 350 Staatsangestellte aufgrund des Gesetzes entlassen worden.

## Kritik
Menschenrechtler wandten sich gegen eine kollektive Verurteilung aller Beamter. Auch nach Ansicht des ukrainischen Generalstaatsanwaltes Witalij Jarema verstößt das Gesetz gegen die in der ukrainischen Verfassung verankerte Unschuldsvermutung. Die Venedig-Kommission des Europarates forderte im Dezember 2014 eine Überarbeitung des Gesetzes. Von der Lustration sollten nur Staatsangestellte betroffen sein, die durch die Ausübung ihrer Funktionen eine erhebliche Gefahr für die Menschenrechte und die Demokratie darstellen könnten. Auch müsse ein schuldhaftes Handeln in jedem Einzelfall nachgewiesen werden. Für die Lustration solle eine unabhängige Kommission und nicht wie vorgesehen das Justizministerium zuständig sein.